# 절대예정론
칼빈의 절대 예정론은 하나님의 절대 주권과 은총론을 바탕으로 성립된 것으로 타락과 창조 이전에 이미 하나님에 의해 구원받을 자와 멸망할 자가 예정되었다는 것이다. 칼빈은 이러한 절대 예정론을 배경으로 멸망받을 자뿐 아니라 멸망에 이르게 하는 죄악도 철저히 배척하면서 종교개혁 당시 스위스 제네바에서 엄격한 신정 정치를 펼쳐나갔다. 이런 예정론이 후기 칼빈주의 신학자들에 의해 완화된 형태로 해석되기는 했지만, 예정론이야말로 칼빈주의 신학의 특징을 명확히 보여주는 교리라 할 수 있다.